# アゴダチグモ科
アゴダチグモ科（アゴダチグモか、Archaeidae）は、ごく小型なクモの群であるが、特異な形態とクモを狩る習性で知られている。日本および近隣地域には生息しない。

## 特徴
アゴダチグモ科に含まれるクモは、2mmからせいぜい8mmまで、多くは3mmほどの小型なクモである。全体の形は細い足を持つ造網性のクモの一般的な形であるが、頭胸部の形が他のクモに例のないものである。
普通のクモでは頭部と胸部は滑らかにつながり、せいぜい間に溝があるだけである。また、頭部が盛り上がる例も少なくないが、胸部との間に区別がつくような形にはならない。しかしこのクモの場合、頭部は胸部よりはっきりと真上に盛り上がり、その間はやや狭まって形態的にも「首」として区別できるほどとなっている。
また、その上に伸びた頭部から鋏角が出て、その先端は頭胸部の下端まで延び、横から見るとサギの首と嘴のような姿である。鋏角が長く伸びる例はたとえばアシナガグモ属などいくつも例があるが、それらは水平方向に伸びており、このクモのように下向けに伸びている例はない。Main(1976)はおそらく獲物をその鋏角でくわえるように進化した結果、その長さが増し、それを保持するために頭部が伸びたのではないかと見ている。
和名は顎が垂直に伸びていることによる。英名の一つである Pelican spiderもこの形による。もう一つの英名 Assassin spider はその習性によると思われる。

## 発見史
このクモが最初に発見されたのは化石であった。四千万年前のバルト海の琥珀から発見されたものが Archaea の名で記載されたのが1854年であった。絶滅しているものと考えられたが、1881年にマダガスカルで発見され、この属名の下に記載された(A. workmani)。この科の名もこの属に由来する。ただし、その後に現生の種は Eriauchenius に移された。そのため、科の名を持つ属が現存しないことになっている。

## 生育環境
樹皮の下やコケやシダの茂った林床などに発見される。その体が小さいことから、乾燥に弱いために湿度の高い環境に生息するとも言われる。そのため、オーストラリアでは南西域でしか見られない。

## 習性
クモを捕らえるクモとして知られる。餌となるのは同様な環境に住むごく小型のクモである、コサラグモ類やユアギグモ科のものが主である。このクモの長大な顎は獲物に短剣を突き刺すように使われるとの観察がある。

## 分布

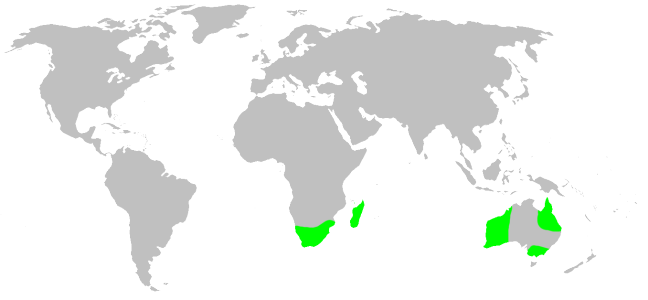
アゴダチグモ科の生息域

南アフリカとマダガスカル、オーストラリア、ニュージーランドと南半球だけから知られる。ゴンドワナ要素とも言われる。特にマダガスカルに種類が多く、現在知られている28種の内、11種が生息する。

## 分類
現在は3属28種が知られる。以下に属名のみをあげておく。詳細についてはアゴダチグモ科の属種を参照。
- Afrarchaea ：13種、南アフリカとマダガスカル。
- Austrarchaea：5種。オーストラリア
- Eriauchenius：10種。ほとんどがマダガスカル。